# David McCullough

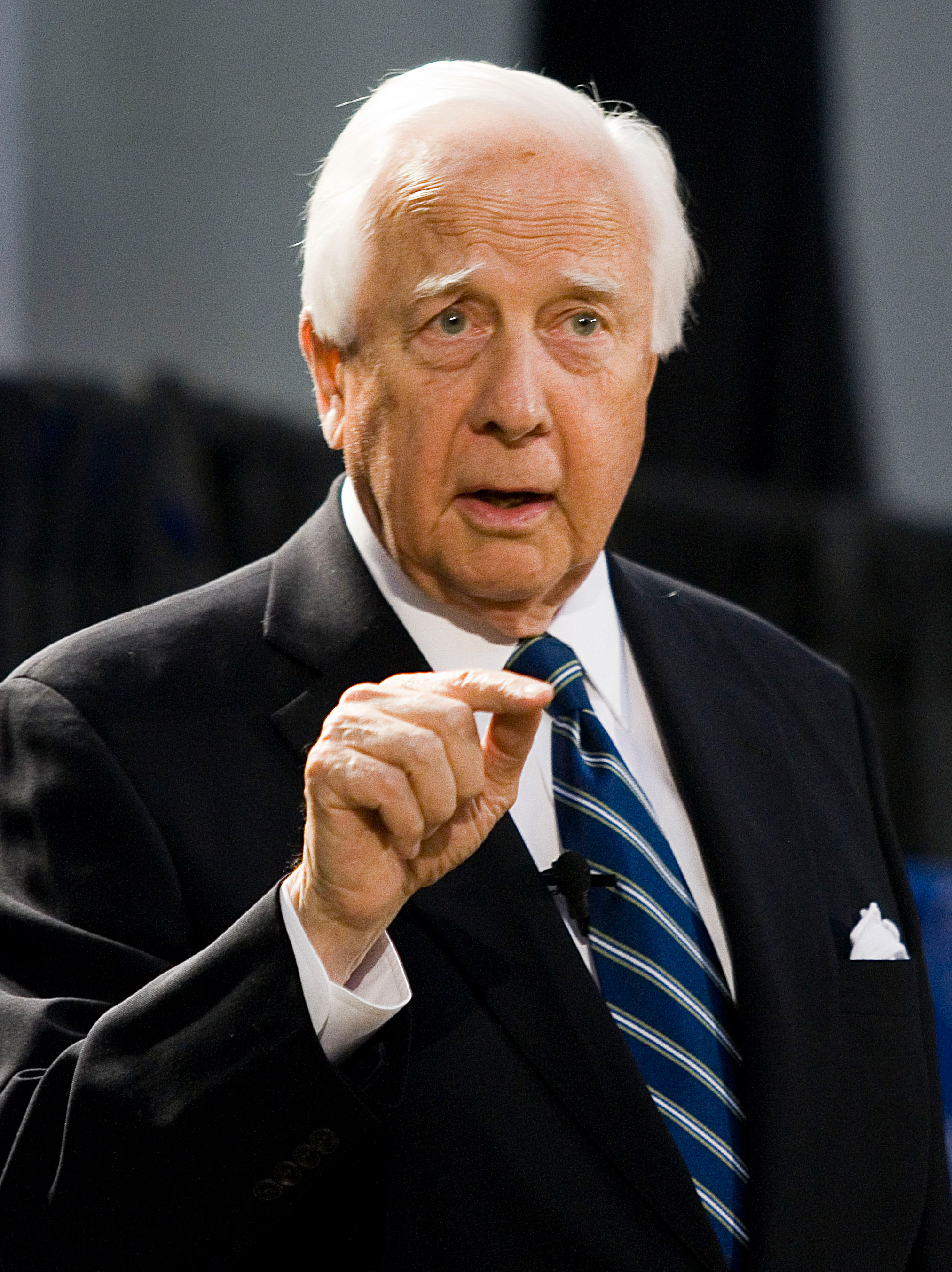
David McCullough (2007)

David Gaub McCullough (* 7. Juli 1933 in Pittsburgh, Pennsylvania; † 7. August 2022 in Hingham, Massachusetts) war ein US-amerikanischer Historiker, Biograf, Erzähler und Lecturer.

## Leben
David Gaub McCullough war der Sohn von Ruth Rankin und Christian Hax McCullough. Er war irisch-schottischer Abstammung und wuchs mit seinen drei Brüdern in seiner Heimatstadt Pittsburgh auf. Er lebte in Boston, Massachusetts und war ab 1954 mit Rosalee Ingram Barnes McCullough, die er bereits seit seinem 17. Lebensjahr kannte, verheiratet. Das Paar hatte fünf Kinder und 18 Enkel. Sein Sohn David Jr., Lehrer an der Wellesley High School, wurde 2012 national wie international bekannt, als er in seiner Abschlussrede seine Schüler ermahnte, dass sie nichts Besonderes seien.

## Karriere
McCullough besuchte die Linden Avenue Grade School und die Shady Side Academy. Ab 1951 studierte er Englisch an der Yale University, wo Personen wie John O’Hara, John Hersey, Robert Penn Warren, Brendan Gill und Thornton Wilder lehrten. Während seiner Studienzeit wurde er Mitglied der Verbindung Skull & Bones. Außerdem volontierte er bei Time, Life, United States Information Agency und dem American Heritage. Mit vereinzelten absolvieren Kunstkursen absolvierte McCullough 1955 mit Auszeichnung in Englischer Literatur. Anschließend wurde er bei Sports Illustrated in New York City zum Journalisten ausgebildet und arbeitete 12 Jahre lang als Redakteur bei United States Information Agency in Washington, D.C. und dem American Heritage.
Während seiner Arbeit beim Heritage arbeitete er über drei Jahre lang an seinem ersten Sachbuch, welches 1968 unter dem Titel The Johnstown Flood veröffentlicht wurde. Die Chronik über den Bruch der South-Fork-Talsperre, sowie die Überflutung der Stadt Jamestown, Pennsylvania, mit über 2209 getöteten Menschen, wurde von der Kritik gelobt. Nach dem Erfolg des ersten Buches boten ihm zwei Verlage an, über den Großen Brand von Chicago und das San-Francisco-Erdbeben von 1906 zu schreiben. Stattdessen entschied er sich über die Brooklyn Bridge und den Bau des Panamakanal zu schreiben. Sowohl The Great Bridge (1972) als auch The Path Between the Seas (1977) wurden beide von der Kritik gelobt. Für letzteren wurde er 1978 mit dem National Book Award, Francis Parkman Prize, Cornelius Ryan Award und Samuel Eliot Morison Award ausgezeichnet. Außerdem ist es das einzige Buch, welches von ihm in Deutscher Sprache erschien. 1978 veröffentlichte der Scherz Verlag das Buch unter dem Titel Sie teilten die Erde: Abenteuer und Geschichte der letzten und grössten Pioniertat, die Erbauung des Panama-Kanals. Ende 1977 reiste McCullough nach Washington, wo er dem US-Präsidenten Jimmy Carter und dem Senat der Vereinigten Staaten empfahl, die Kontrolle über den Kanal abzugeben. Laut Carters Aussage, wären die Torrijos-Carter-Verträge nie zustande gekommen, hätte es das Buch nicht gegeben.
Anschließend widmete er sich den Biografien und veröffentlichte mit Mornings on Horseback 1981 über den 26. Präsidenten der Vereinigten Staaten Theodore Roosevelt seine erste. Er beschrieb die Lebensjahre Roosevelts von 1869 bis 1886. Er gewann seinen zweiten National Book Award sowie den Los Angeles Times Prize for Biography und den New York Public Library Literary Lion Award. Seine zweite Biografie wurde erst 11 Jahre später veröffentlicht. Mit Truman beschreibt McCullough die Lebensgeschichte des US-Präsidenten Harry S. Truman und wurde damit für seinen ersten Pulitzer-Preis für die Beste Biografie oder Autobiografie ausgezeichnet. Das Buch selbst wurde 1995 von HBO unter dem Titel Truman – Der Mann, der Geschichte schrieb mit Gary Sinise in der Hauptrolle verfilmt.
Auch für seine darauf folgende Biografie John Adams über den US-Präsidenten John Adams, dem eine siebenjährige Arbeitszeit vorausging, wurde er mit einem Pulitzer-Preis ausgezeichnet. Es wurde eines der am schnellsten verkauften Sachbücher der Geschichte. Auch wurde es erneut von HBO verfilmt. Dieses Mal spielte Paul Giamatti die Hauptrolle in einer sieben Folgen umspannenden Miniserie John Adams – Freiheit für Amerika. Vier Jahre später erschien 2005 mit 1776 seine vierte Biografie, welche sich auf George Washington und die Komplikationen der Zusammenstellung der Armee und weiterer Schwierigkeiten des Amerikanischen Unabhängigkeitskrieges konzentriert. Das Buch wurde mit einer Startauflage von 1,25 Millionen gedruckt und war wochenlang an der Spitze der Bestsellerliste. Eine Verfilmung als Miniserie wurde ebenfalls angedacht. Auch wollte er eine Fortsetzung zu dem Buch schreiben. Allerdings erschien 2011 mit The Greater Journey ein Buch über Amerikaner, darunter Mark Twain und Samuel Morse, die zwischen 1830 und 1900 nach Paris, Frankreich emigrierten.

## Auszeichnungen
McCullough wurde 2006 mit der Presidential Medal of Freedom ausgezeichnet, der höchsten zivilen Auszeichnung der Vereinigten Staaten. Bereits 1995 wurde er mit der National Book Foundation’s Medal for Distinguished Contribution to American Letters, einem Preis für das Lebenswerk ausgezeichnet. Er wurde außerdem zweimal mit dem Pulitzer-Preis, zweimal mit dem National Book Award und zweimal mit dem Francis Parkman Prize ausgezeichnet. Für seine Verdienste wurden ihm auch von unterschiedlichen Institutionen und Universitäten über 40 Ehrenabschlüsse verliehen.
Im Jahr 1993 wurde McCullough als erster für die jährlich wechselnde John Hersey Lecture at Yale University der Yale University gewählt. 1994 wählte man ihn in die American Academy of Arts and Sciences, 2004 in die American Philosophical Society und 2006 in die American Academy of Arts and Letters.
Seine Bücher wurden in zehn Sprachen übersetzt und haben sich über neun Millionen Mal verkauft.

## Werk
- The Johnstown Flood (1968)
- The Great Bridge. The epic story of the building of the Brooklyn Bridge (1972)
- The Path Between the Seas. The creation of the Panama Canal 1870-1914, Simon and Schuster 1977
  - Sie teilten die Erde: Abenteuer und Geschichte der letzten und grössten Pioniertat, die Erbauung des Panama-Kanals, Scherz Verlag, Zürich 1978
- Mornings on Horseback. The story of an extraordinary family, a vanished way of life and the unique child who became Theodore Roosevelt (1981)
- Brave Companions. Portraits in History, Simon and Schuster 1992
- Truman, Simon and Schuster 1993
- John Adams, Simon and Schuster 2001
- 1776. America and Britain at war (2005)
- In the Dark Streets Shineth: A 1941 Christmas Eve Story (2010)
- The Greater Journey. Americans in Paris, Simon and Schuster 2011
- The Wright Brothers, Simon and Schuster 2015

## Filmografie
David McCullough arbeitete seit Anfang der 1980er vereinzelt als Erzähler in mehreren Oscarnominierten Dokumentationen, Serien und Spielfilmen.
- 1981: Brooklyn Bridge
- 1984: The Shakers: Hands to Work, Hearts to God
- 1985: The Statue of Liberty
- 1985: Huey Long
- 1990: Der Amerikanische Bürgerkrieg (The Civil War, Dokumentarserie, neun Folgen)
- 1991: Coney Island
- 1992: The Donner Party
- 1994: D-Day Remembered
- 2000: Napoleon-PBS Empires Special
- 2003: Seabiscuit – Mit dem Willen zum Erfolg (Seabiscuit)